# Carroll (Nebraska)
Carroll es una villa ubicada en el condado de Wayne en el estado estadounidense de Nebraska. En el Censo de 2010 tenía una población de 229 habitantes y una densidad poblacional de 581,69 personas por km².

## Geografía
Carroll se encuentra ubicada en las coordenadas 42°16′33″N 97°11′27″O / 42.27583, -97.19083. Según la Oficina del Censo de los Estados Unidos, Carroll tiene una superficie total de 0.39 km², de la cual 0.39 km² corresponden a tierra firme y (0%) 0 km² es agua.

## Demografía
Según el censo de 2010, había 229 personas residiendo en Carroll. La densidad de población era de 581,69 hab./km². De los 229 habitantes, Carroll estaba compuesto por el 96.51% blancos, el 0% eran afroamericanos, el 0% eran amerindios, el 0.44% eran asiáticos, el 0% eran isleños del Pacífico, el 3.06% eran de otras razas y el 0% pertenecían a dos o más razas. Del total de la población el 6.99% eran hispanos o latinos de cualquier raza.